# Hans Loidl
Hans J. Loidl (* 16. August 1944 in Allentsteig / Niederösterreich; † 2015) war ein österreichischer Landschaftsarchitekt und Autor.

## Leben

### Werdegang

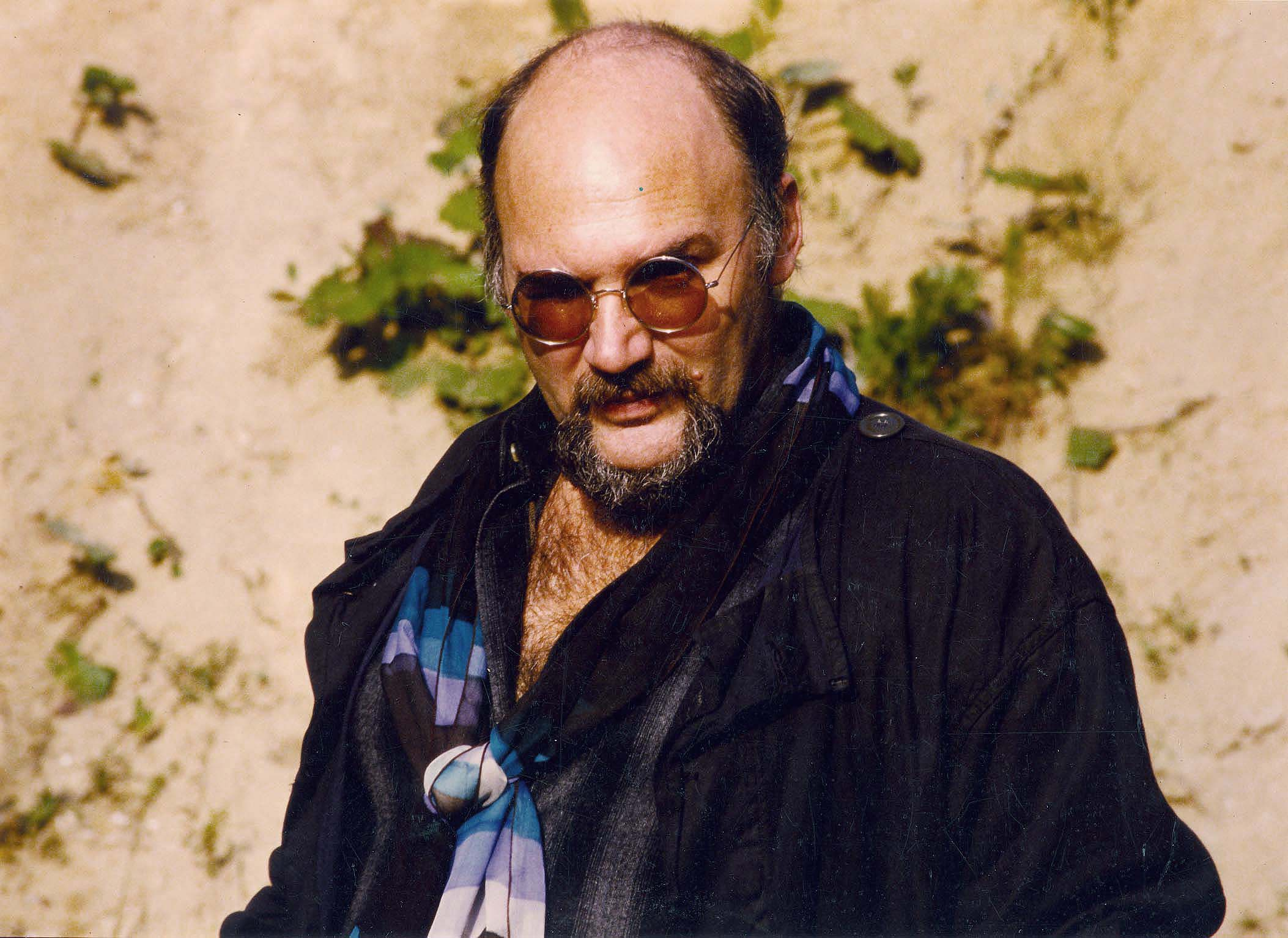
Hans Loidl (1984)

Loidl absolvierte ein Studium der Forstwissenschaften an der Universität für Bodenkultur in Wien und schloss daran das Studium der Landschaftsarchitektur in Wien und Kopenhagen an. Nach Abschluss seines Studiums gründete Loidl gemeinsam mit Partnern 1974 das Büro für Landschaftsarchitektur ARGE GRÜN in Wien. Ab 1982 in Berlin lebend gründete Loidl 1984 das Landschaftsarchitekturbüro Atelier Loidl in Berlin. Nach einem Schlaganfall musste Loidl im Jahr 2005 sein Büro an einige seiner Mitarbeiter, Leonard Grosch, Bernd Joosten und Lorenz Kehl verkaufen und trat in den Ruhestand.
Er starb zu Beginn des Jahres 2015. Das von ihm gegründete Büro für Landschaftsarchitektur ist weiterhin unter dem Namen Atelier Loidl tätig.

### Hochschullehrer
1976 wurde Hans für die Universität für angewandte Kunst in Wien tätig und lehrte dort bis 1984 Inhalte der Landschaftsarchitektur. Im Jahr 1982 trat Loidl in den Dienst der Technischen Universität Berlin und wirkte als charismatischer Professor für Landschaftsarchitektur mit dem Lehrgebiet Objektplanung und Entwerfen.

## Bauten

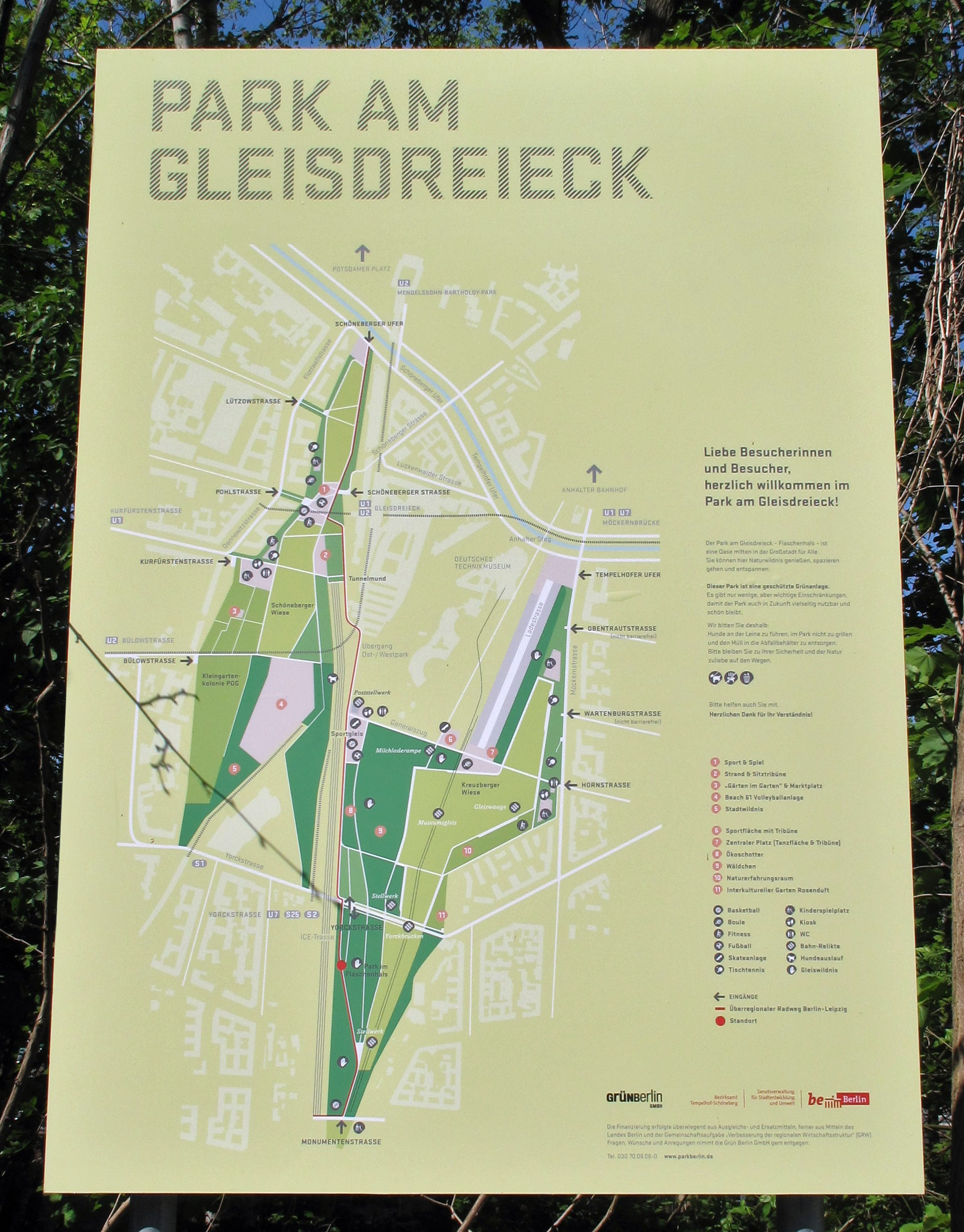
Park am Gleisdreieck

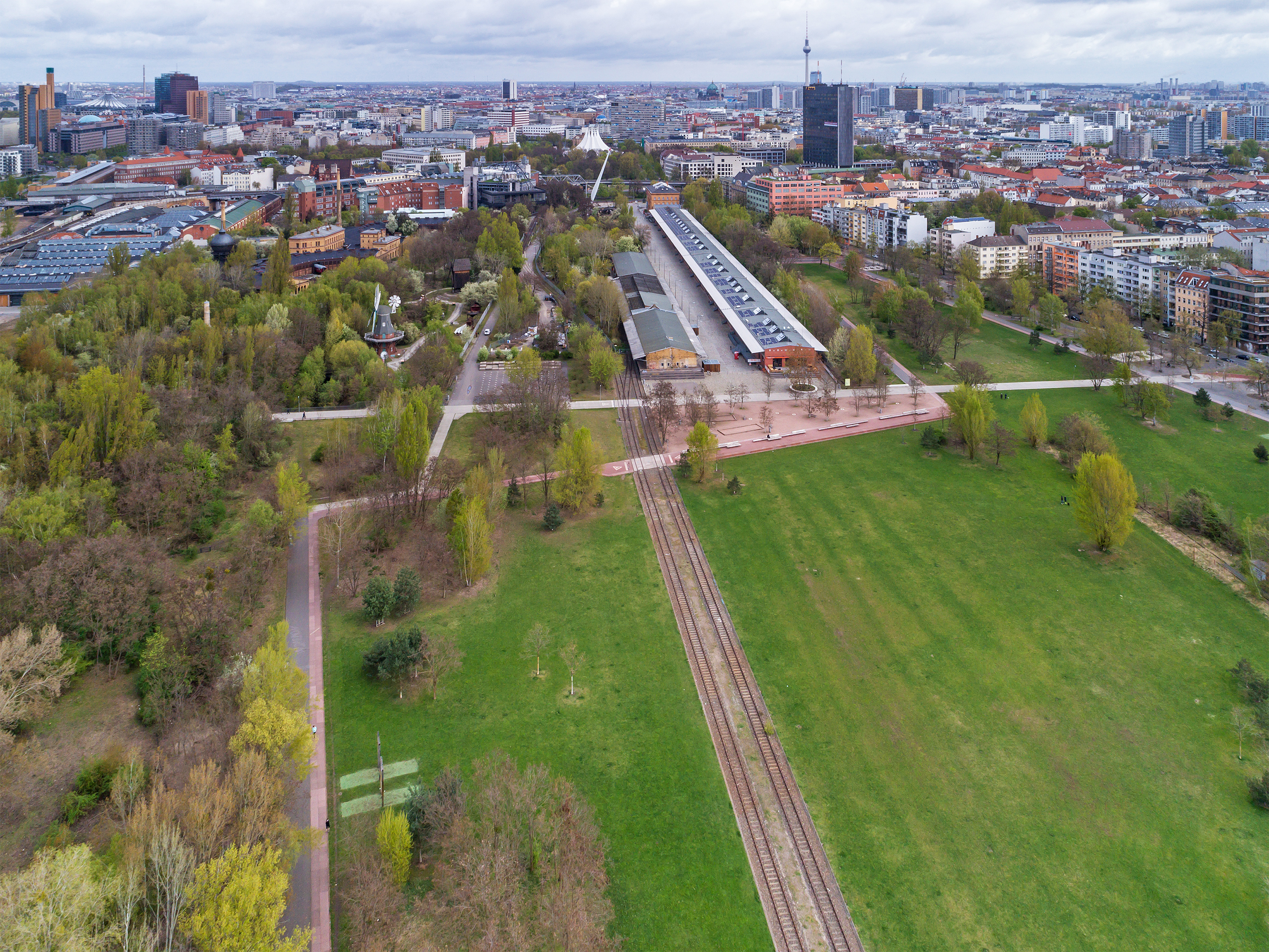
Park am Gleisdreieck

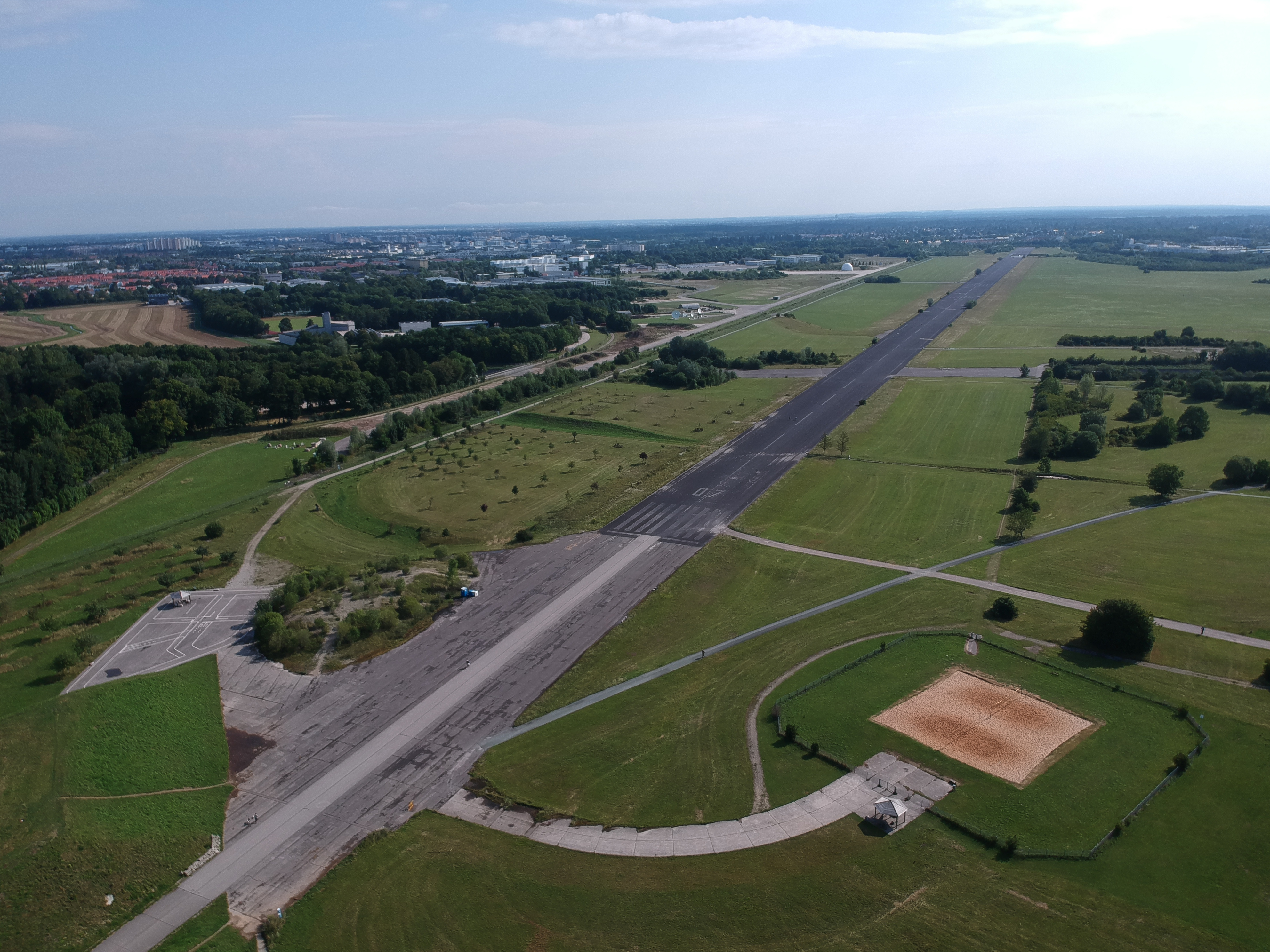
Landschaftspark Hachinger Tal

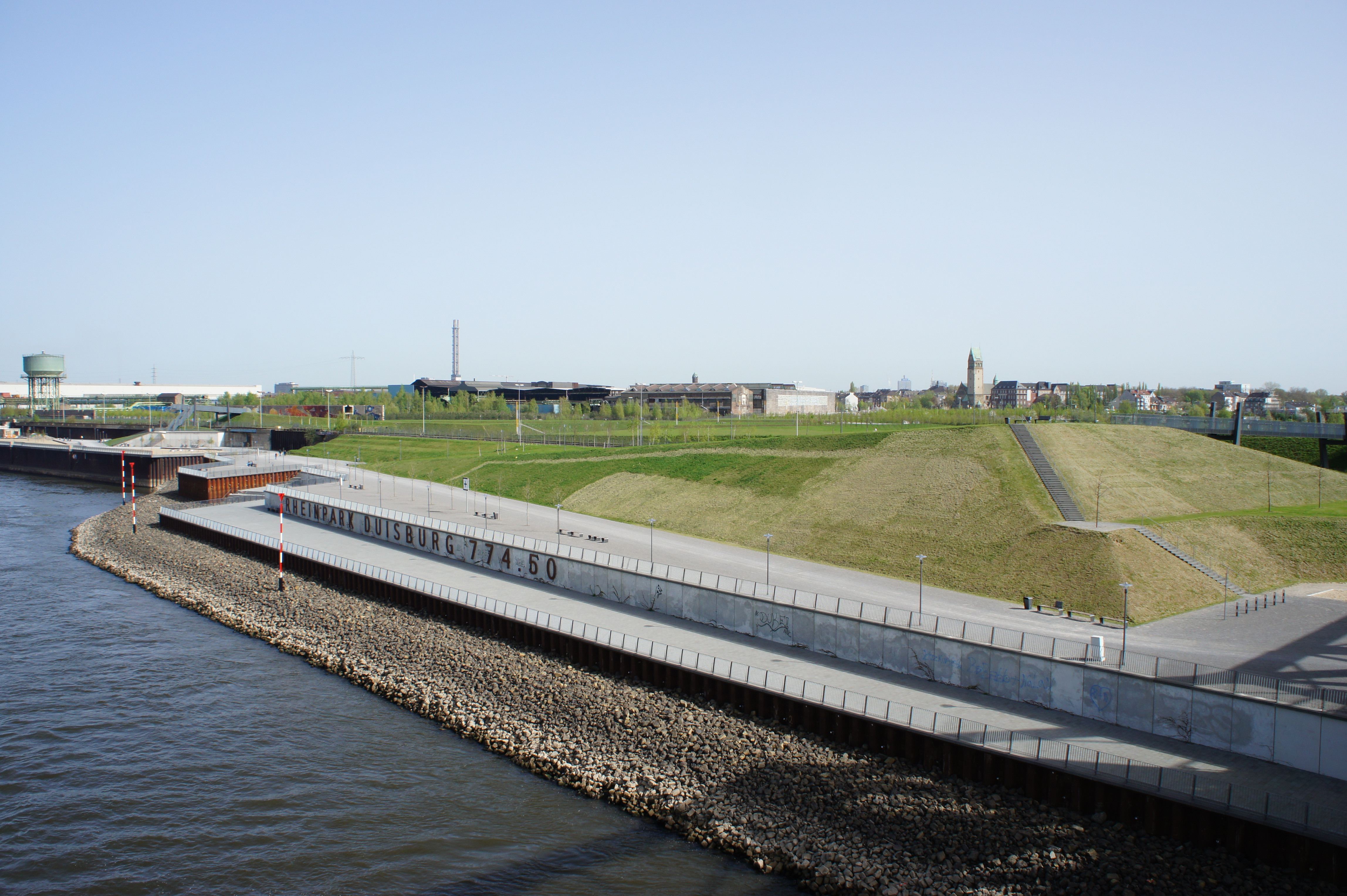
Rheinpark Duisburg

- 2014: Park am Gleisdreieck, Berlin, Eröffnung des Flaschenhals
- 2013: Park am Gleisdreieck, Berlin, Eröffnung des Westparks
- 2013: Seeachse, Teichland
- 2011: Park am Gleisdreieck, Berlin[3][4], Eröffnung des Ostparks
- 2009: Nuthepark, 1. und 2. Bauabschnitt, Luckenwalde[5]
- 2009: Feldbergstraße, Frankfurt am Main
- 2009: Grüne Achse Leinefelde, Ergänzung Bahnhofsvorplatz[6]
- 2009: Hirschgarten, Erfurt[7]
- 2009: AULA Sulzbach/Saar
- 2009: Rheinpark Duisburg
- 2008: Grüne Achse, Leinefelde – Märtens Teich
- 2006: Müngstener Brückenpark, Solingen
- 2005: Gutspark im Berliner Ortsteil Falkenberg[8]
- 2005: Landschaftspark Hachinger Tal, Unterhaching
- 2003: Schmuckbrunnen im Volkspark Köpenick[9]
- 2002: Garde-Ulanen-Kaserne, Potsdam
- 2000: Lustgarten, Berlin

## Auszeichnungen und Preise
- 2015: Finalist Mies-van-der-Rohe Award
- 2015: Deutscher Landschaftsarchitektur-Preis für Park am Gleisdreieck, Berlin
- 2014: Deutscher Städtebaupreis – Sonderpreis für Park am Gleisdreieck, Berlin
- 2012: Architekturpreis Berlin für Park am Gleisdreieck, Berlin
- 2012: European Garden Award – Finalist
- 2011: Urban Quality Silver Award für Park am Gleisdreieck, Berlin
- 2001: Deutscher Landschaftsarchitekturpreis, Lustgarten Berlin